# María Auxiliadora Delgado (Venezuela)
María Auxiliadora Delgado Tabosky (c. 1974) es una ex presa política venezolana que fue detenida el 19 de marzo de 2019 por funcionarios de la Dirección General de Contrainteligencia Militar (DGCIM) junto con su esposo. Luego de que el Ministerio Público de Venezuela no encontrara pruebas de las acusaciones contra ella, el tribunal de la causa emitió una orden de excarcelación para la pareja. A pesar de haber sido liberada el 2 de octubre del mismo año, fue arrestada nuevamente por agentes de las Fuerzas de Acciones Especiales (FAES) a pocas horas de su liberación.
En enero de 2022, el Grupo de Trabajo sobre Detención Arbitraria de las Naciones Unidas pidió su liberación, concluyendo que su encarcelamiento podía formar parte de un patrón de crímenes de lesa humanidad en el país. La organización no gubernamental Foro Penal ha incluido a María Auxiliadora Delgado en la lista de prisioneros políticos en Venezuela.

## Detención
María Auxiliadora es empresaria y tiene estudios en turismo. El 19 de marzo de 2019 funcionarios de la Dirección General de Contrainteligencia Militar (DGCIM) irrumpieron en su residencia en el estado Carabobo, encapuchados y con armas largas, sin presentar una orden de allanamiento, llevándose objetos de valor, prendas de ropa, computadoras y teléfonos. Luego de hora y media de registro, María Auxiliadora fue detenida junto con su esposo, Juan Carlos Marrufo.
Han sido recluidos en la sede de la DGCIM en Caracas, siendo acusados de «financiación al terrorismo», «asociación para delinquir» y de estar relacionados con el atentado contra Nicolás Maduro de 2018. A Delgado se le negó la visita consular, y los oficios diplomáticos realizados no fueron atendidos por las autoridades venezolanas. La investigación el Ministerio Público no pudo encontrar evidencia ni pruebas de las acusaciones que se habían realizado; debido a «la inexistencia de elementos de prueba que justificara» las detenciones, la Fiscalía le solicitó al tribunal una medida cautelar sustitutiva. El 6 de mayo de 2019, el tribunal de la causa acordó las medidas cautelares para ambos, y el 7 de junio la jueza Carol Padilla emitió una orden de excarcelación para la pareja. Sin embargo, la orden no fue acatada hasta el 2 de octubre, luego de seis meses de reclusión. A pocas horas de su liberación, María Auxiliadora fue interceptada mientras se dirigía a su casa y arrestada nuevamente por las Fuerzas de Acciones Especiales (FAES).
Delgado se mantenía apresada para 2022. En enero del mismo año, el Grupo de Trabajo sobre Detención Arbitraria de las Naciones Unidas pidió su liberación después de haber analizado su caso, concluyendo que «A juicio del Grupo de Trabajo, esto equivale a una práctica sistemática de privar a las personas de su libertad sin respetar los derechos consagrados en el derecho internacional. El encarcelamiento generalizado o sistemático u otra privación grave de la libertad pueden constituir crímenes de lesa humanidad». La organización no gubernamental Foro Penal ha incluido a María Auxiliadora Delgado en la lista de prisioneros políticos en Venezuela. El 9 de diciembre de 2022 fue condenada a 30 años por "terrorismo, traición a la patria y asociación para delinquir".

## Vida personal
Su esposo, Juan Carlos Marrufo Capozzi, es militar retirado con nacionalidad italiana.